# Grønlændere i Danmark
Grønlændere i Danmark bestod primo 2006 af omkring 8.000 grønlændere bosat i Danmark, med efterkommere kommer tallet op på ca. 18.000. I 2014 var antallet steget til 15.000 født i Grønland og bosat i Danmark. Grønlændere er født som danske statsborgere i kraft af rigsfællesskabet. 
Der er fire grønlandske Huse i Danmark i hhv. Aalborg, Aarhus, Odense og København, der hjælper grønlændere i Danmark via socialt arbejde, tolketjenester og kulturformidling. Der er desuden ansat en grønlandsk præst og der afholdes grønlandsk gudstjeneste den første søndag i måneden i København primært i Helligåndskirken (Københavns Kommune). 

## Socialt udsatte grønlændere
I følge Socialministeriets Hvidbog om socialt udsatte grønlændere i Danmark var mellem 700 og 900 grønlændere bosat i Danmark socialt udsatte, hvilket indbefatter problemer med alkoholisme, arbejdsløshed og psykiske lidelser. Gruppen af socialt udsatte grønlændere er primært koncentreret i de større danske byer. Siden er et projekt under Socialt Udviklingscenter (SUS) igangsat, som i dag arbejder med at forbedre vilkårene for de udsatte. 

## Racisme
Den grønlandske befolkning i ghettoområdet Gellerupparken i Aarhus blev i 2008 udsat for racisme, hvor arabiske og somaliske indvandrere udøvede en massiv chikane mod den grønlandske lokalbefolkning, hvilket medførte, at afholdelsen af en række grønlandske aktiviteter i bydelen måtte indstilles.

## Kendte personligheder
- Palle Christiansen, tandlæge, fhv. medlem af Inasisartut (tidligere Landstinget) og medlem af Naalakersuisut (tidl. Landsstyret) for Uddannelse og Forskning, nu bosat i Danmark
- Julie Bertelsen, popsangerinde
- Julie Rademacher, tidl. folketingsmedlem for Socialdemokratiet i Koldingkredsen, nu bosat i Grønland
- Knud Rasmussen, polarforsker
- Bebiane Ivalo Kreutzmann, skuespillerinde
- Minik Rosing, professor i geologi